# Ottavio Scotti (Filmarchitekt)
Ottavio Scotti (* 23. Februar 1904 in Umago, Italien, heute: Kroatien; † 23. Mai 1975 in Rom) war ein italienischer Filmarchitekt.

## Leben und Wirken
Scotti erhielt seine künstlerische Ausbildung in den 1920er Jahren am Centro Sperimentale di Cinematografia. Erst mit 34 Jahren konnte er erstmals als alleinverantwortlicher Filmarchitekt die Bauten zu einer Produktion, das aufwändige Historiendrama Stürme über Morreale, entwerfen. In der Folgezeit war Ottavio Scotti einer der gefragtesten Szenenbildner seines Landes und gestaltete die Kulissen zu weit über einhundert Unterhaltungsproduktionen, darunter nur wenige künstlerisch ambitionierte Inszenierungen wie Luchino Viscontis Zeitdrama Sehnsucht, für das er ein schwelgerisches Dekor des Risorgimento evozierte. Weitere Regisseure, mit denen Scotti zusammenarbeitete, waren Vittorio De Sica, Mario Mattòli, Jean Delannoy, Camillo Mastrocinque, Guido Brignone, Carlo Ludovico Bragaglia, Max Neufeld und Gennaro Righelli. Seine Karriere beendete Ottavio Scotti zu Beginn der 1970er Jahre mit den Filmbauten zu zwei Schauergeschichten aus der Hand von Antonio Margheriti.

## Filmografie
- 1938: Stürme über Morreale (Ettore Fieramosca)
- 1939: Gefährliche Frauen (Io, suo padre)
- 1939: Lotterie der Liebe (La mia canzone al vento)
- 1940: Taverna rosa
- 1940: Cantate con me!
- 1940: Piccolo alpino
- 1941: Mutter (Mamma)
- 1941: Die Liebeslüge (Luce nelle tenebre)
- 1941: Fräulein Frechdachs (Scampolo)
- 1941: Verliebte Unschuld (Teresa Venerdi)
- 1941: Solitudine
- 1942: Paura d'amare
- 1942: Catene invisibili
- 1942: Fedora
- 1942: La maestrina
- 1943: Il nostro prossimo
- 1943: Incontri di nette
- 1943: I nostri sogni
- 1944: Rosalba
- 1944: Fiori d'arancio
- 1945: Chi l'ha visto?
- 1945: Lettere al sottotenente
- 1946: Sinfonia fatale
- 1946: Senza famiglia
- 1946: Paese senza packe
- 1946: Il tiranno di Padova
- 1947: Il Passatore
- 1947: Il corriere del re
- 1947: Die Kartause von Parma (La chartreuse de Parme)  (nur Ausstattung)
- 1948: Rocambole
- 1948: I pagliacci
- 1949: Graf Cagliostro (Black Magic)
- 1949: Il grido della terra
- 1949: Sühne ohne Sünde (Catene)
- 1950: Der Weg ins Verderben (La strada buia)
- 1950: Der Dieb von Venedig (Il ladro di Venezia)
- 1950: Opfergang einer Mutter (Tormento)
- 1950: Unerbittliche Liebe (Gli inesorabili)
- 1951: Verginità
- 1951: Wenn die Liebe stirbt  (Duello senza sonore)
- 1951: Mutterliebe, Mutterleid (I figli di nessuno)
- 1952: Es begann auf der Straße (Wanda, la peccatrice)
- 1952: Menzogna
- 1952: Penne nere
- 1953: Das Fleisch ist schwach (Bufere)
- 1953: Vergib mir, Madonna (Noi peccatori)
- 1953: Silvana (Vortice)
- 1953: Fremdenlegion (Legione straniera)
- 1953: Liebe, Frauen und Soldaten (Destini di donne)
- 1953: Sehnsucht (Senso)
- 1954: Das ewige Lied der Liebe (Processo contro ignoti)
- 1954: Magdalena – Tagebuch einer Verlorenen (Maddalena)
- 1954: Dirnentragödie (La schiava del peccato)
- 1954: Orientexpress (Orient Express)
- 1954: Begegnung in Rom (Una parigina a Roma)
- 1955: Robin Hood, der schwarze Kavalier (Il principe dalla maschera rossa)
- 1955: La rivale
- 1955: Frauen hinter Gittern (L'angelo bianco)
- 1956: Frauen und Wölfe (Uomini e lupi)
- 1958: Totò e Marcellino
- 1959: Im Zeichen Roms (Nel segno di Roma)
- 1959: Zweimal Riviera... und zurück (Costa Azzurra)
- 1959: Frauen hinter Gittern (Nella città l'inferno)
- 1960: Ursus im Reich der Amazonen (La regina delle Amazzoni)
- 1960: Archimedes – Der Löwe von Syrakus (L'assedio di Siracusa)
- 1961: Raubzug der Mongolen (I mongoli)
- 1961: Pontius Pilatus (Ponzio Pilato) (nur Ausstattung)
- 1961: Kadmos – Tyrann von Theben (Arrivano i titani)
- 1962: Il monaco di Monza
- 1962: Der Sohn des Spartakus (Il figlio di Spartacus)
- 1962: Das Gold der Cäsaren (Oro per i Cesari)
- 1963: Der Dämon und die Jungfrau (La frusta e il corpo)
- 1963: Danza macabra
- 1964: Soraya – Sklavin des Orients (Anthar l'invincibile) (nur Ausstattung)
- 1964: Saul e David
- 1965: Gideon und Samson (I grandi condottieri) (nur Ausstattung)
- 1965; Ich, ich, ich … und die Anderen (Io, io, io... e gli altre)
- 1966: Das älteste Gewerbe der Welt (Le plus vieux métier du monde)
- 1966: Ein fast perfekter Mörder (Delitto quasi perfetto)
- 1967: Garantiert Jungfrau (Assicurarsi vergine)
- 1967: Eine Kugel für Mac Gregor (7 donne per i MacGregor)
- 1971: Dracula im Schloß des Schreckens (Nella stretta morsa del ragno)
- 1972: Sieben Tote in den Augen der Katze (La morte negli occhi del gatto)